# (14100) Weierstrass
(14100) Weierstrass  es un asteroide perteneciente al cinturón de asteroides, descubierto el 8 de septiembre de 1997 por Paul G. Comba desde el Observatorio de Prescott, en Arizona, Estados Unidos.

## Designación y nombre
Weierstrass se designó inicialmente como 1997 RQ5.
Más adelante fue nombrado en honor al matemático alemán  Karl Weierstraß (1815-1897).

## Características orbitales
Weierstrass orbita a una distancia media del Sol de 3,1286 ua, pudiendo acercarse hasta 2,8295 ua y alejarse hasta 3,4277 ua. Tiene una excentricidad de 0,0955 y una inclinación orbital de 0,5822° grados. Emplea en completar una órbita alrededor del Sol 2021 días.

## Características físicas
Su magnitud absoluta es 13,6. Tiene 9,662 km de diámetro. Su albedo se estima en 0,083.